# Сали (Ајова)
Сали (енгл. Sully) град је у америчкој савезној држави Ајова. По попису становништва из 2010. у њему је живело 821 становника.

## Демографија
Према попису становништва из 2010. у граду је живело 821 становника, што је -83 (-9.2%) становника више него 2000. године.
| Група             | 2000.       | 2010.       |
| Белци             | 902 (99,8%) | 816 (99,4%) |
| Афроамериканци    | 0 (0,0%)    | 2 (0,2%)    |
| Азијати           | 2 (0,2%)    | 1 (0,1%)    |
| Хиспаноамериканци | 0 (0,0%)    | 2 (0,2%)    |
| Укупно            | 904         | 821         |